# Salvatore Commesso
Salvatore ("Toto") Commesso (Torre del Greco, 28 maart 1975) is een voormalig Italiaanse wielrenner.

## Biografie
Commesso werd beroepswielrenner in 1998 bij Saeco. "Toto" Commesso liet met een derde plaats in het Kampioenschap van Zürich en een vierde in de HEW Cyclassics meteen al zien een coureur zijn om rekening mee te houden, vanwege zijn aanvallende karakter en behoorlijke sprint. Een jaar later werd Commesso Italiaans kampioen en won een etappe in de Ronde van Frankrijk, iets dat hij in 2000 herhaalde. In 2001 kwam Commesso in opspraak wegens vermeend dopinggebruik en werd door zijn ploeg tijdelijk geschorst. Wel won hij dat jaar nog twee etappes in de Ronde van Portugal.
In 2002 werd Commesso nog eens Italiaans kampioen en won hij ook twee kleinere wedstrijden. Sindsdien is zijn palmares echter leeg gebleven. Wel bleef hij bij Saeco rijden, ook toen deze in 2005 fuseerde tot Lampre - Caffita en later tot Lampre - Fondital. In 2007 vertrok hij echter naar de continentale Italiaans-Russische Tinkoff-formatie.
Door zijn regelmatig overgewicht, in koerstermen dan toch, wordt hij ook weleens de snoepdoos van Napels genoemd.

## Belangrijkste overwinningen
1996
- Giro del Mendrisiotto

1997
- Europees kampioen op de weg, Beloften
- Wegwedstrijd op de Middellandse Zeespelen

1998
- Giro del Capo

1999
- Italiaans kampioen op de weg, Elite
- 13e etappe Ronde van Frankrijk

2000
- Memorial Fabio Casartelli
- 18e etappe Ronde van Frankrijk

2001
- 3e etappe Ronde van Portugal
- 9e etappe Ronde van Portugal
- Puntenklassement Ronde van Portugal

2002
- Trofeo Matteotti
- Italiaans kampioen op de weg, Elite
- Criterium d'Abruzzo

2007
- Bergklassement Tirreno-Adriatico

2008
- 4e etappe Ronde van Luxemburg

## Resultaten in voornaamste wedstrijden
| Jaar | Ronde van Italië | Ronde van Frankrijk | Ronde van Spanje |
| ---- | ---------------- | ------------------- | ---------------- |
| 1998 |                  |                     | 53e              |
| 1999 |                  | 38e (1)             | 68e              |
| 2000 |                  | 72e (1)             |                  |
| 2001 |                  |                     | 135e             |
| 2002 |                  |                     |                  |
| 2003 |                  | 81e                 |                  |
| 2004 |                  | 124e                |                  |
| 2005 |                  | 101e                |                  |
| 2006 |                  | 56e                 |                  |

| Jaar | Milaan-San Remo | Gent-Wevelgem | Ronde van Vlaanderen | Parijs-Roubaix | Amstel Gold Race | Luik-Bast.‑Luik | Cyclassics Hamburg | Clásica San Sebastián |  | Wereldranglijsten |
| ---- | --------------- | ------------- | -------------------- | -------------- | ---------------- | --------------- | ------------------ | --------------------- |  | ----------------- |
| 1998 |                 |               |                      |                |                  |                 | 4e                 |                       |  | 13e (UWB)         |
| 1999 |                 | 124e          |                      |                |                  |                 | 122e               | 5e                    |  |                   |
| 2000 | 106e            |               | 18e                  |                |                  |                 |                    |                       |  |                   |
| 2001 |                 |               |                      |                |                  |                 |                    |                       |  |                   |
| 2002 |                 |               |                      |                |                  |                 | 37e                | 110e                  |  |                   |
| 2003 |                 |               | 13e                  |                | 84e              |                 | 116e               |                       |  |                   |
| 2004 |                 |               | 53e                  | 36e            |                  |                 | 34e                | 124e                  |  |                   |
| 2005 | 60e             |               |                      | 69e            | 103e             |                 | 7e                 | 103e                  |  | 128e (UPT)        |
| 2006 |                 |               |                      |                | 45e              | 79e             | 38e                |                       |  | 158e (UPT)        |

Wielerploegen van Toto Commesso
Bellutti · Biasci · Borghi · Buschor · Calcaterra · Canzonieri · Casagrande · Cassani · Cipollini · Di Basco · Donati · Fagnini · Fornaciari · Frigo · Furlan · Lelli · Martinello · Mazzoleni · Moos · Mori · Pascual · Petito · Poli · Politano · Rodríguez · Runkel · Salmerón · Sánchez · Scirea · Beggi (stagiair) · Commesso (stagiair)
Buschor · Calcaterra · Cipollini · Commesso · Donati · Fagnini · Faverio · Fornaciari · Frigo · Gotti · Kokorine · Mazzoleni · Moos · Mori · Morscher · Padrnos · Petito · Piepoli · Rich · Savoldelli · Scirea · China (stagiair) · Guerra (stagiair) · Pugaci (stagiair)
Andriotto · Calcaterra · China · Cipollini · Commesso · Dufaux · Fagnini · Frigo · Galletti · Guerra · Kokorine · Mazzoleni · Meier · Mori · Morscher · Petito · Pugaci · Savoldelli · Scirea · Secchiari · Traversoni · Brandt (stagiair) · Evans (stagiair) · Testi (stagiair)
Atienza · Brandt · Calcaterra · China · Cipollini · Commesso · Conte · Dufaux · Galletti · Guerra · Ludewig · Meier · Mori · Nitsche · Padrnos · Pate · Pieri · Pugaci · Savoldelli · Scirea · Secchiari · Wegmann · Davidson (stagiair) · Elmiger (stagiair) · Obrist (stagiair)
Calcaterra · Cavagnis · Celestino · Cipollini · Commesso · Conte · Davidson · Dufaux · Evans · Galletti · Gavazzi · Ludewig · Meier · Mori · Nitsche · Padrnos · Pieri · Pugaci · Sabaliauskas · Sacchi · Savoldelli · Scirea · Secchiari · Spinelli · Wegmann · Barla (stagiair) · Rohtmer (stagiair)
Astarloa · Bertagnolli · Celestino · Commesso · Conte · Cunego · Davidson · Di Luca · Fuentes · Galletti · Gavazzi · Glomser · Ludewig · Mason · Nitsche · Pepoli · Pugaci · Sabaliauskas · Sacchi · Simoni · Spezialetti · Spinelli · Tonti · Wegmann · Del Sarto (stagiair) · Leuchs (stagiair) · Maccanti (stagiair)
Astarloa  · Bertagnolli · Bonomi · Bucciero · Celestino · Commesso · Cunego · Di Luca · Fornaciari · Fuentes · Galletti · Gavazzi · Glomser · Ludewig · Pepoli · Pieri · Pugaci · Quaranta · Sabaliauskas · Sacchi · Sjefer · Simoni · Spezialetti · Tonti · Zanini · Caccia (stagiair) · Loosli (stagiair) · Marget (stagiair)
Balducci · Bertagnolli · Bonomi · Bucciero · Casagranda · Celestino · Commesso · Cunego · Di Luca · Fornaciari · Fuentes · Gavazzi · Glomser · Loosli · Ludewig · Matzbacher · Mazzoleni · Petrov · Pieri · Sabaliauskas · Simoni · Spezialetti · Štangelj · Szmyd · Tonti · Bates (stagiair) · Franzoi (stagiair) · Magallanes (stagiair)
Ballan ·
Bennati · 
Bonomi ·     
Bortolami ·
Commesso ·
Cunego ·
Figueras · 
Fornaciari · 
Franzoi · 
Fuentes · 
Glomser ·
Kvatsjoek ·
Loosli ·
Marzano ·
Marzoli ·
Matzbacher · 
Mazzoleni ·
Petrov · 
Pieri (tot 31/07) · 
Sabaliauskas · 
Righi ·
Scotto D'Abusco (tot 31/05) ·
Simoni · 
Spezialetti ·
Štangelj ·
Szmyd · 
Tonti ·
Vila ·
Bono (stagiair) ·
Gavazzi (stagiair) ·
Possoni (stagiair)
Ballan ·
Bennati · 
Bono ·     
Bruseghin ·
Carrara ·
Castañeda ·
Commesso ·
Corioni ·
Cunego ·
Figueras · 
Fornaciari · 
Franzoi · 
Loosli ·
Marzano ·
Marzoli · 
Napolitano ·
Petrov · 
Possoni · 
Righi ·
Sabaliauskas (tot 30/06) ·
Santambrogio ·
Štangelj ·
Szmyd · 
Tiralongo ·
Valjavec · 
Vila ·
Gavazzi (stagiair) ·
Wu (stagiair) ·
Xu (stagiair)
Aggiano · 
Broett · 
Commesso ·
Contrini ·
Hamilton · 
Hondo (tot 30/04) · 
Ignatjev ·
Jaksche (tot 30/06) ·
Kiryjenka · 
Klimov · 
Marzoli · 
Mindlin · 
Petrov ·    
Rovny · 
Serov · 
Serrano ·  
Troesov · 
Tsjernetski ·
Weigold ·
Bisolti (stagiair) ·
Gottfried (stagiair) ·
Riccio (stagiair)   